# アーロン・スミス
アーロン・スミス（Aaron Smith、1988年11月21日 - ）は、ジャパンラグビーリーグワントヨタヴェルブリッツに所属するラグビーユニオン選手。

## プロフィール
- ニュージーランド・パーマストンノース出身[1]。
- ポジションはスクラムハーフ(SH)。
- 身長 171 cm、体重 83 kg[2]
- U20ニュージーランド代表に選ばれたことがある[3]。
- ニュージーランド代表キャップは124（2023年12月現在）でワールドカップ2015・2019・2023のニュージーランド代表に選ばれた[4][5]。

## 略歴
マヌワツを経て、2011年、ハイランダーズに加入。
2023年、トヨタヴェルブリッツに加入。同年12月9日に行われたJAPAN RUGBY LEAGUE ONE第1節リコーブラックラムズ東京戦にて先発出場で日本での公式戦初出場を果たした。